# Therioaphis riehmi
Therioaphis riehmi är en insektsart som först beskrevs av Carl Julius Bernhard Börner 1949. Enligt Catalogue of Life ingår Therioaphis riehmi i släktet Therioaphis och familjen långrörsbladlöss, men enligt Dyntaxa är tillhörigheten istället släktet Therioaphis och familjen borstbladlöss. Arten är reproducerande i Sverige. Inga underarter finns listade i Catalogue of Life.